# Pantalón vaquero

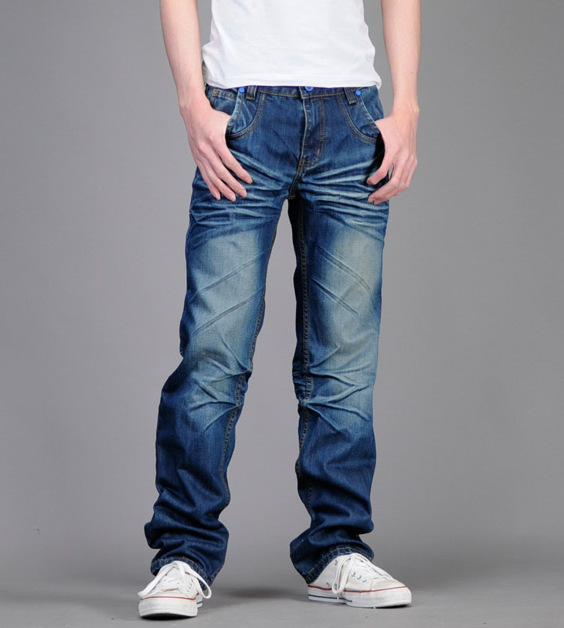
Vaqueros de ajuste flojo para hombre.

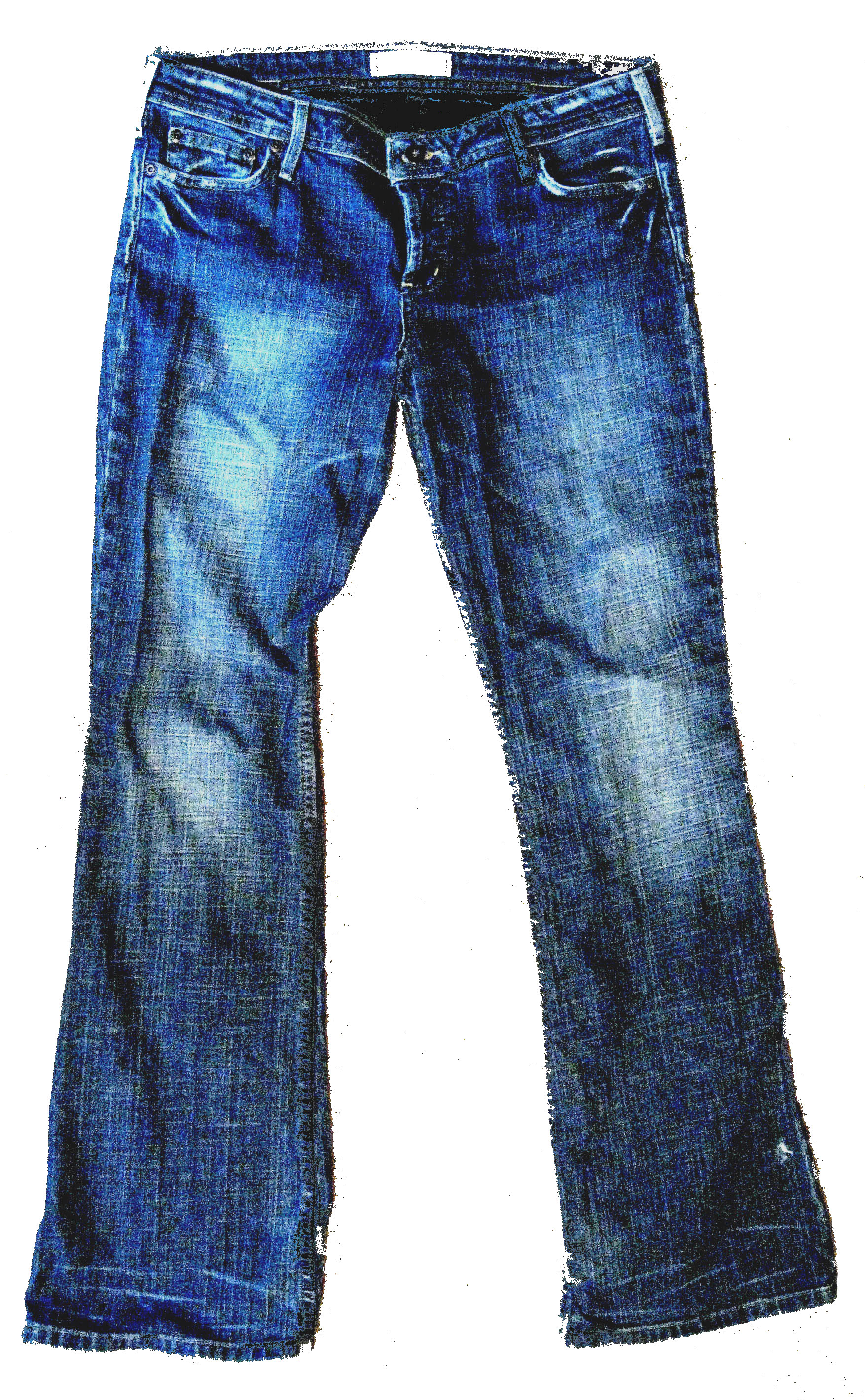
Vaqueros.

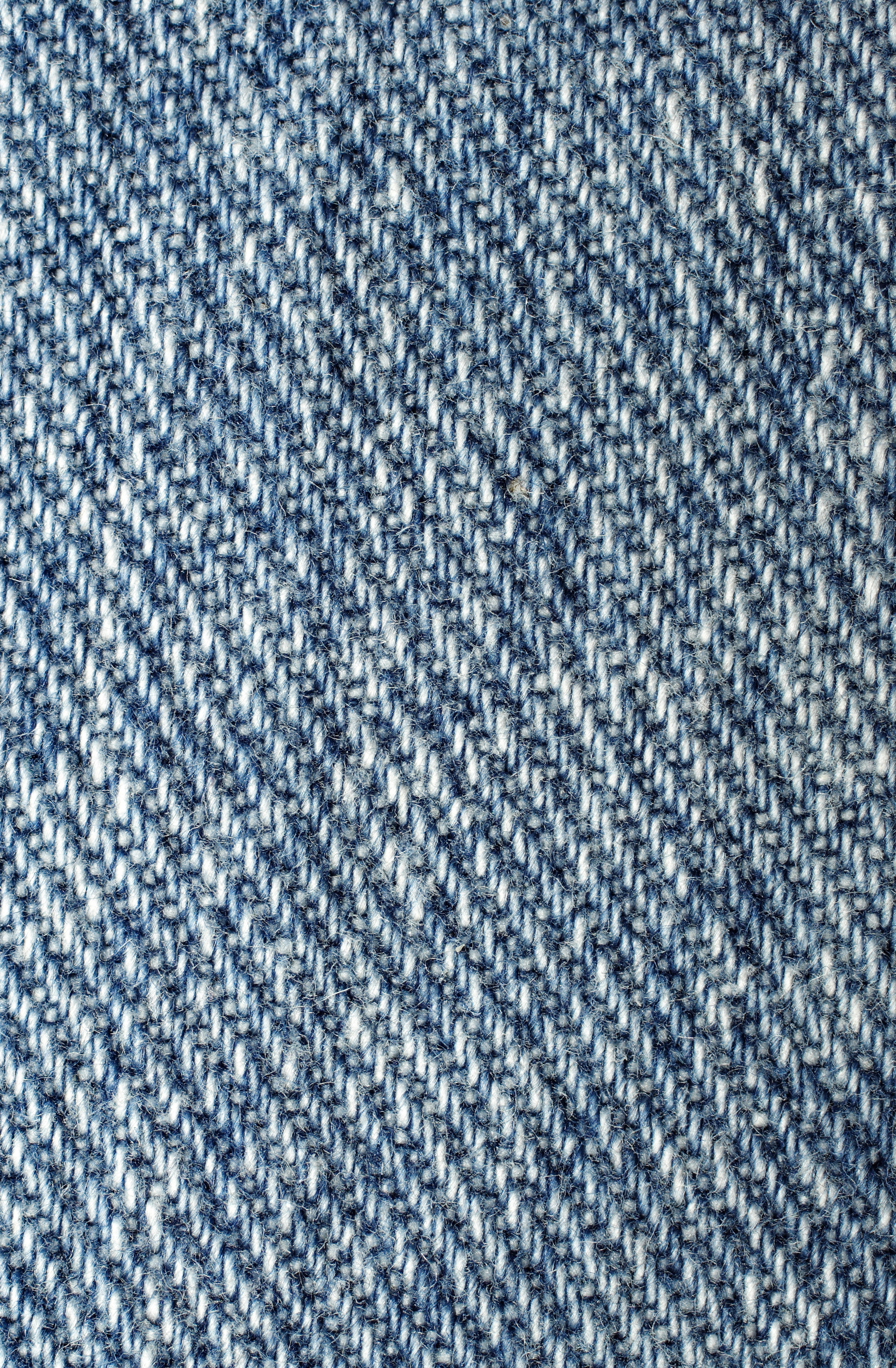
Tela vaquera.

El pantalón vaquero, tejano, pitusa (Cu), mahón (RD, PR), bluyín «del ingl. blue jeans» (Ho, ES, Ni, CR, Pa, Cu, Co, Ve, Pe, Ch) o jeans «voz inglesa» (EU, Mx, Gu, Ho, ES, Ni, CR, RD, PR, Ve, Co, Bo, Ch, Py, Ar, Ur) son un tipo de pantalón, generalmente confeccionados de tela de mezclilla o dungaree. En ocasiones, el término «vaquero» se refiere a un estilo particular de pantalones, llamados «vaqueros azules», que fueron inventados por Jacob Davis y Levi Strauss & Co. en 1871 y patentados por estos el 20 de mayo de 1873. Originalmente diseñados para hombres, en particular para mineros, estos pantalones se volvieron populares como ropa casual por Marlon Brando y James Dean en sus películas de la década de 1950, particularmente The Wild One y Rebelde sin causa, lo que llevó a que la tela se convirtiera en un símbolo de rebelión entre los adolescentes, especialmente entre los miembros de la subcultura greaser. Los vaqueros fueron un artículo de moda común en la subcultura hippie de década de 1960 y lo siguieron siendo entre las subculturas juveniles de punk rock y heavy metal de los años 1970 y 1980. En la década de 2020, esta prenda sigue siendo un artículo de moda popular, y vienen en varios ajustes, incluyendo delgado, afilado, ajustado, recto, corte de bota, fondo del cigarrillo, inferior estrecho, cintura baja, anti-ajuste, y brillante.
En la década de 2020, los vaqueros son un artículo muy popular de vestimenta informal en todo el mundo. Vienen de muchos estilos y colores. Sin embargo, los vaqueros o tejanos azules son particularmente identificados con la cultura estadounidense, especialmente el viejo oeste. Además, aunque los vaqueros sean conocidos sobre todo como una prenda de moda en la década de 2010, son usados como prendas de protección por parte de algunos individuos, como trabajadores del rancho de ganado y motociclistas, debido a su alta durabilidad en comparación con otros tejidos comunes.
Los vaqueros más antiguos que sobreviven a 2016 son unos de la marca Levi de los años 1880 aproximadamente, encontrados en 1998 en una excavación en Nevada.
Su uso actual es permitido inclusive como parte de la vestimenta tradicional masculina en países como Panamá, posiblemente por la fuerte influencia estadounidense. 
En la década de 2010, los términos blue jean o jeans son anglicismos usados en gran parte de Hispanoamérica y aceptados por las Academias de la Lengua Española, siempre y cuando se escriban con la grafía adaptada «bluyín» o «yin[es]».

## Historia

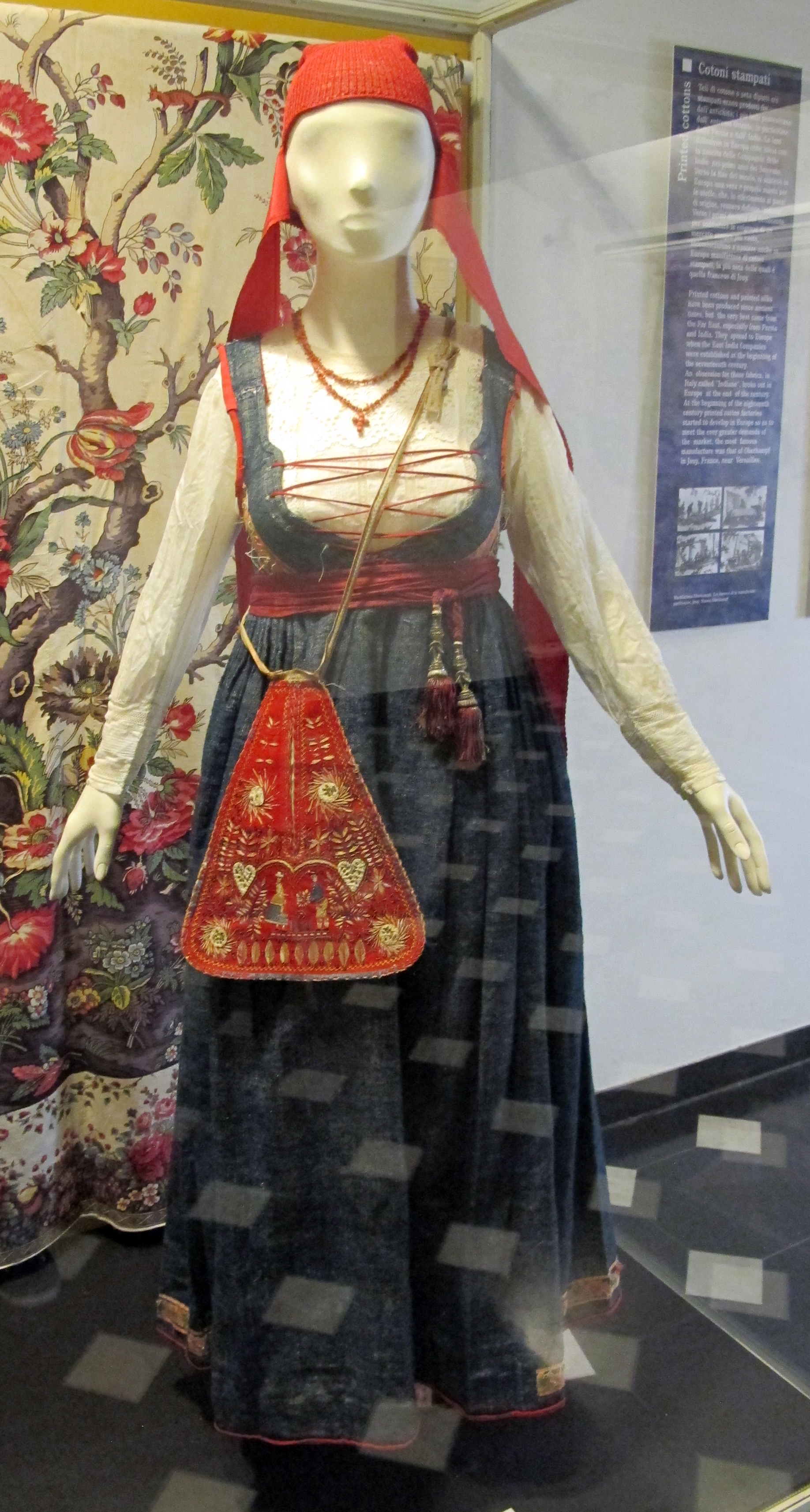
Un vestido tradicional femenino genovés de «vaqueros azules» (1890).

### Fábrica de vaqueros
Un antecedente importante se presenta en los primeros obrajes de Sudamérica, durante los siglos XVI y XVII, resultaron de la confluencia de la habilidad de los aborígenes para con el algodón y los telares artesanales traídos desde el Viejo Mundo.
La investigación sobre el comercio de telas vaqueras muestra que surgió en las ciudades de Génova, Italia, y Nimes, Francia. Gênes, la palabra francesa para Génova, puede ser el origen de la palabra en inglés jeans. En Nimes, los tejedores intentaron reproducir la tela de jean, pero en su lugar desarrollaron una tela de sarga similar que se conoció como denim, que significa de Nimes. La tela de vaquero de Génova era un textil fustiano de “calidad media y de costo razonable”, muy similar a la pana de algodón por la que Génova era famosa, y se "utilizaba generalmente como ropa de trabajo". El "denim de algodón" de Nimes era más grueso, considerado de mayor calidad y se usaba "para prendas de vestir como blusas u overoles". Hasta el siglo XIX, casi todo el añil necesario para teñir el material provenía de las plantaciones del arbusto de añil en la India. Fue reemplazado por el método de índigo sintético, desarrollado en Alemania.
En el siglo XVII, el vaquero era un textil crucial para las personas de la clase obrera en el norte de Italia. Esto se ve en una serie de pinturas de género de todo el siglo XVII atribuidas a 2015 a un artista apodado «El Maestro de los pantalones vaqueros azules». Los diez pinturas representan escenas empobrecidas con figuras de clase baja que llevaban una tela que luce similar a la vaquera. Esta tela habría sido jean genovés, que era más barata. La pintura costumbrista se dio a conocer a finales del siglo XVI, y el tema de la mala vida en las diez pinturas las sitúa entre otras que retratan escenas similares.
La tela vaquera no fue el único tejido de algodón resistente de uso multipropósito, se usó desde para ropa de trabajo hasta para artículos de moda. También hay dungaree. Este fue mencionado por primera vez en el siglo XVII, cuando era conocido como una tela barata, tosca y de algodón grueso, generalmente de color azul, pero a veces blanco, usada por las personas pobres de en lo que por aquel entonces era una región de Bombay (la India), un pueblo llamado muelle Dongri. El nombre hindi para esta tela era Dungri. Esta se exportó a Inglaterra y se utilizó para la fabricación de indumentaria de trabajo resistente y barata. Los ingleses comenzaron a llamar a la tela dungri un poco diferente y se convirtió en dungaree.
También se muestra la importancia de la mezclilla en la historia del comercio textil. Los marinos genoveses usaban vaqueros para cubrir y proteger sus bienes en los muelles de la intemperie. Durante la República de Génova (siglos XVII y XVIII), los marineros exportaban vaqueros en toda Europa.
La invención de la cremallera, de Whitcomb L. Judson, también contribuyó.
Los vaqueros se hicieron popular en los Estados Unidos cuando Levi Strauss & Co introdujon en 1873 los vaqueros azules de mezclilla.

### Vaqueros remachados
En 1851, un joven llamado Levi Strauss emigró de Alemania a Nueva York para trabajar con sus hermanos mayores, que tenían una tienda. En 1853 Strauss se transladó a San Francisco para establecer su propio negocio. Jacob Davis fue un sastre que con frecuencia compraba rollos de tela de la casa mayorista Levi Strauss & Co. En 1872, Davis le escribió a Strauss pidiéndole asociarse con él para patentar y vender ropa reforzada con remaches. La idea de Davis era utilizar remaches de cobre para reforzar los puntos de máxima tensión, como pueden ser las esquinas de los bolsillos y el botón. Levi aceptó la oferta de Davis, los dos hombres recibieron la patente de EE. UU. n.º 139.121, para una "Mejora de la fijación de aperturas de bolsillo", el 20 de mayo de 1873.

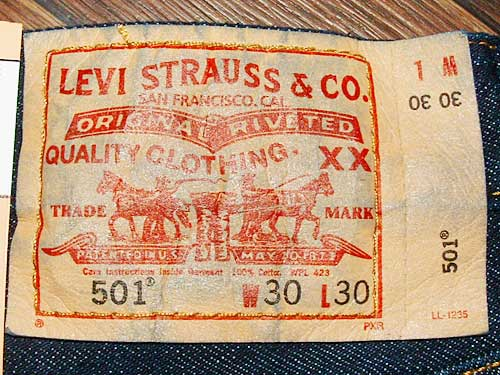
La etiqueta clásica de los pantalones vaqueros Levi's 501.

Davis y Strauss experimentaron con diferentes telas. Un primer intento fue el algodón marrón pato, una tela de peso inferior. Al encontrar que el tejido vaquero era el material más adecuado para confeccionar pantalones de trabajo, comenzaron a usarlo para fabricar sus pantalones remachados. La mezclilla utilizada fue producida por un fabricante textil estadounidense. La leyenda popular dice incorrectamente que se importó de Nimes, Francia. Un mito popular cuenta que inicialmente Strauss vendió pantalones de lona de color marrón a los mineros, que posteriormente los tiñó de azul, volviendo a usar mezclilla, y solo después de que Davis le escribió, añadió remaches.

### Mercado mundial de pantalones vaqueros
América del Norte representa el 39 % de las compras mundiales de pantalones vaqueros, seguido por Europa Occidental en el 20 %, Japón y Corea en el 10 % y el resto del mundo con un 31 %.
En 2004, los estadounidenses gastaron más de 14 millones de dólares en pantalones vaqueros y, en 2005, 15 mil millones de dólares. Los consumidores estadounidenses compraron 13,8 mil millones en pantalones vaqueros de varón y mujer en el año que terminó el 30 de abril de 2011, según la investigación de mercado de la firma NPD Group.

## Evolución de la prenda
El término apareció por primera vez en 1795, cuando un banquero suizo de nombre Jean-Gabriel Eynard y su hermano Jacques se mudaron a Génova para ponerse al frente de una empresa comercial en ascenso. En 1800, las tropas de Massena entraron en la ciudad y Jean-Gabriel fue nombrado proveedor. En particular, les suministró uniformes de tela azul llamada bleu de Gênes (azul de Génova) de donde posteriormente se deriva la famosa prenda conocida mundialmente como blue jeans («vaqueros»).
Inicialmente, los pantalones vaqueros eran simplemente pantalones robustos usados por los trabajadores fabriles. Durante este período, los pantalones vaqueros de hombre tenían la cremallera en la parte delantera, mientras que los de mujeres tenían la cremallera por el lado izquierdo. Durante la época de la Segunda Guerra Mundial, se produjeron un menor número de vaqueros, pero  los soldados estadounidenses presentaron al mundo los petos, porque a veces los llevaban incluso cuando estaban fuera de servicio. Hacia la década de 1960, los pantalones vaqueros tanto de hombres como de mujeres tenían la cremallera en la parte delantera. Las fotografías históricas indican que, en las décadas antes de que se convirtiera en un elemento básico de la moda, por lo general los pantalones vaqueros se llevan bastante amplios, como un peto pero sin la parte del pecho. De hecho, hasta 1960, Levi Strauss llamó a su producto insignia "petos" en lugar de «vaqueros».
Después de que James Dean los popularizara en la película Rebelde sin causa (1955), el usar pantalones vaqueros se convirtió en un símbolo de rebeldía juvenil en la segunda mitad de la década de 1950. Debido a esto, a veces estaban prohibidos en los teatros, restaurantes y escuelas. Durante la década de 1960, el uso de pantalones vaqueros se hizo más aceptable, y para la década de 1970 se había convertido en prenda básica en Estados Unidos como ropa informal.
Michael Belluomo, editor de la Revista Deportiva Internacional, octubre / noviembre de 1987, P. 45, escribió que en 1965, Limbo, una boutique en el New York East Village, fue "la primera minorista que lavó un par de pantalones vaqueros nuevos para conseguir usado efecto desgastado, y la idea pasó a ser en un éxito. "Y continuó: "[Limbo] contrató a artistas del East Village para embellecer los pantalones vaqueros con parches, calcomanías y otros detalles, y las vendió por $ 200." A principios de la década de 1980 la industria del denim introdujo la técnica de lavado a la piedra desarrollada por GWG, también conocida como "Great Western Garment Co." Donald Freeland de Edmonton, Alberta fue pionera en el método, lo que ayudó a poner a la tela vaquera a un mercado más grande y más versátil. La aceptación de los pantalones vaqueros continuó a lo largo de los años 1980 y 1990, hasta el punto donde dicha prenda es, en la primera década del siglo XXI, un elemento básico de vestuario, en promedio los norteamericanos poseen siete pares.[cita requerida] En la década de 2010, los pantalones vaqueros se usan por personas de todos los géneros y edades.

## Procesos de fabricación

### Teñido

Estructura química del colorante índigo, el azul de los pantalones vaqueros azules.

Tradicionalmente, los pantalones vaqueros se teñían de un color azul usando tinte índigo natural, de ahí su color añil. Sin embargo, a 2016, la mayoría de los denim están teñidos usando índigo sintético. Anualmente se producen aproximadamente 20 mil toneladas de índigo para este propósito, aunque solo se requieren unos pocos gramos de colorante para cada par. Para otros colores de mezclilla se deben utilizar otros colorantes. Se pueden teñir en cualquier color que se pueda lograr con algodón.
Para obtener más información sobre el teñido, refiérase al denim y a la discusión que allí se presenta sobre el uso de pigmentos colorantes.

### Precontracción de los pantalones vaqueros

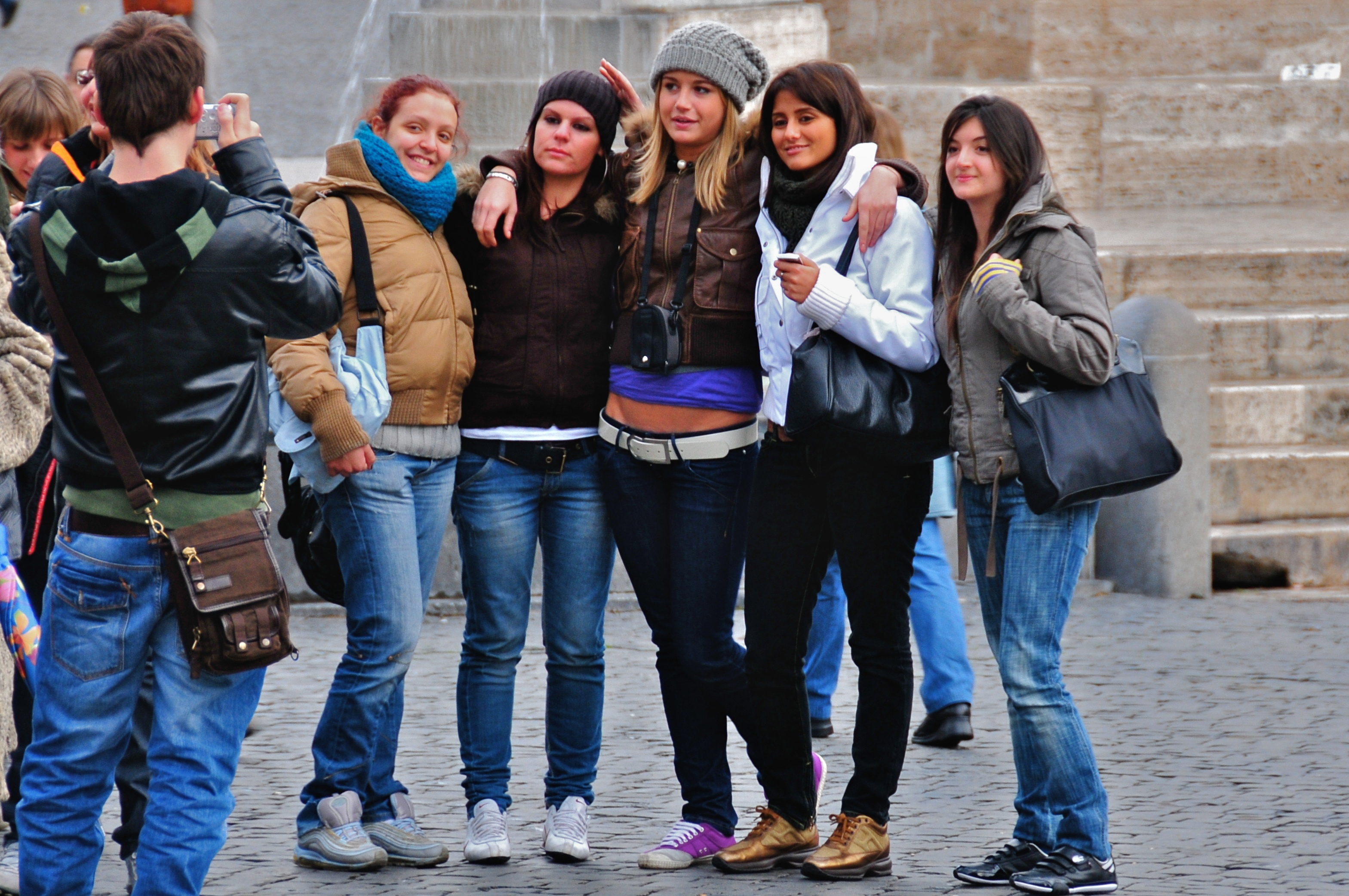
Gente joven usando una variedad de estilos de vaqueros, incluyendo pantalones vaqueros carpintero, pantalones vaqueros de campana, pantalones vaqueros pitillo y pantalones vaqueros de tiro bajo. (Roma, 2008)

En un principio, Levi Strauss comercializó vaqueros pre encogidos en 1963, que no se encogen más después de la compra, lo que le permite al consumidor comprar su tamaño correcto. Estos pantalones vaqueros eran conocidos como los jeans de corte regular 505. Los 505 son casi idénticos a los 501 con la excepción de la zona de la cremallera. La empresa Levi también lanzó jeans bootcut Slim Fit, conocidos como 517 y 527. La diferencia entre los dos es que 517 sienta en la línea de la cintura y el 527 sienta debajo de la línea de la cintura. Más tarde, Levi desarrolló otros estilos, como suelto, delgado, cómodo, relajado, flaco y corte estándar con una pierna cónica.

### Aspecto usado

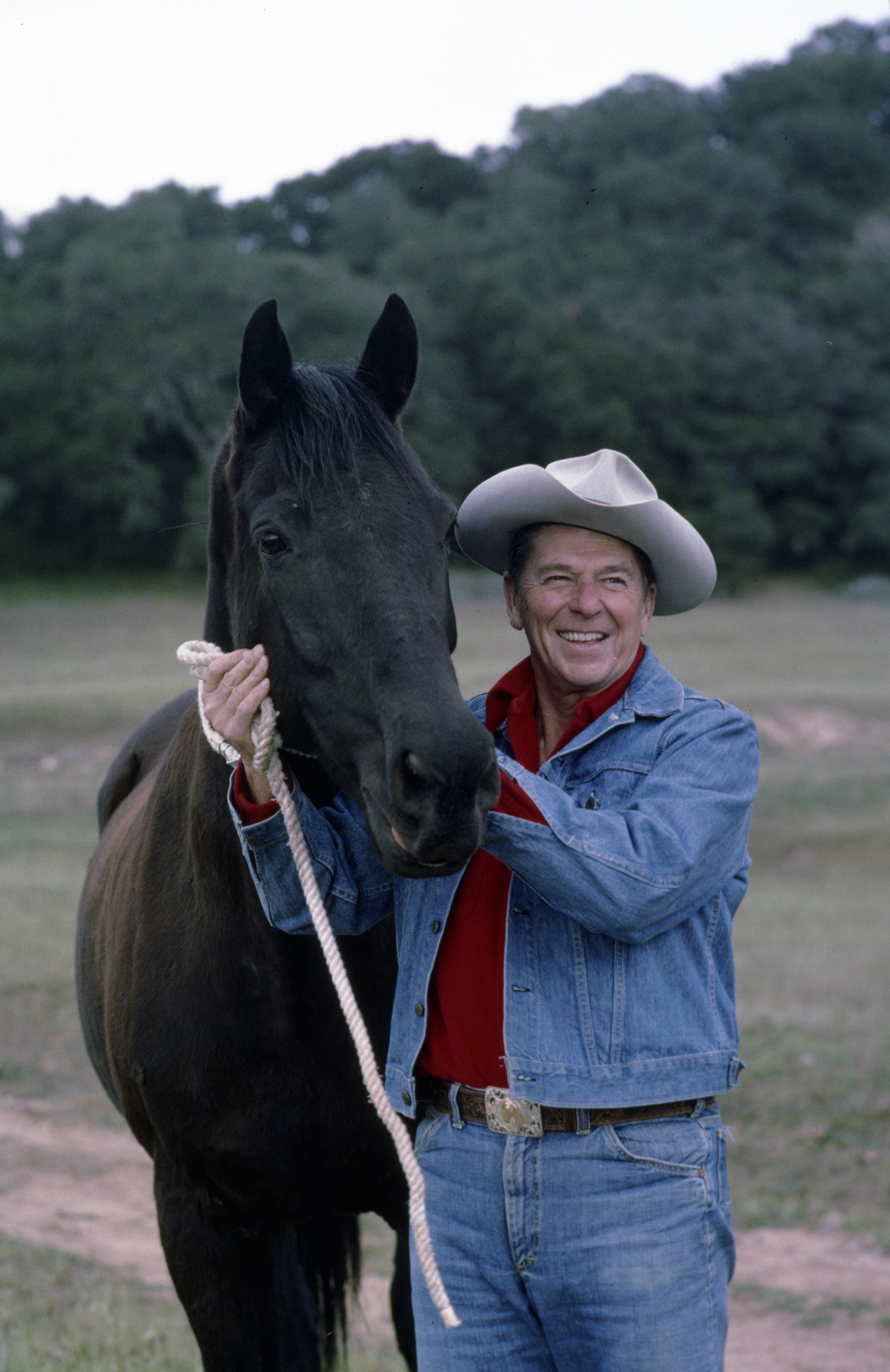
Ronald Reagan vistiendo un denim de lavado a la piedra asociado con ropa del Oeste, años 1970

El aspecto usado o de "lavado ácido" se crea al raspar los vaqueros y/o tratarlos con productos químicos, como resina acrílica, fenol, un hipoclorito, permanganato de potasio, soda cáustica, ácidos, etc.
El rasgado o el desgaste de los vaqueros, aunque también surjan de forma natural como resultado del uso diario y el desgaste, en ocasiones es realizado deliberadamente por proveedores, con ropa desgastada que muchas veces se vende por más de un par sin estrés. Por ejemplo, Pucci vendió "vaqueros de novio de media altura con adornos" por £ 600 (US$ 860).

### Chorro de arena o el pulido con papel de lija
Los consumidores que deseen vaqueros que parezcan desgastados pueden comprar los que hayan tenido un tratado especial. Por lo general, para dar a las telas el aspecto desgastado, o bien se realiza un granallado con productos químicos, se agrega piedra pómez al proceso de lavado o se raspa con papel de lija.

### Impacto ambiental y humanitario
Un par de pantalones vaqueros típicos consume 919 galones (3479 litros) de agua durante su ciclo de vida (esto incluye el agua para el riego de los cultivos de algodón, fabricar los pantalones vaqueros, y los numerosos lavados del consumidor).
La producción de vaqueros con una «apariencia usada» puede ser más perjudicial para el medio ambiente que los vaqueros regulares (dependiendo de cómo se procesan los compuestos de desecho). El arenado y el tratamiento con papel de lija tiene el riesgo de causar silicosis a los trabajadores, y, en Turquía, más de 5000 trabajadores de la industria textil fueron afectados por esta enfermedad, y se sabe que han muerto 46 personas. Algunas compañías han anunciado que están prohibiendo el uso de chorro de arena.

## Cuidado y desgaste
A pesar de la mayoría de los pantalones vaqueros sean "pre-encogidos", aun así son sensibles a la ligera contracción y pérdida de color lavado tras lavado. La compañía Levi Strauss recomienda evitar lavar los pantalones vaqueros tanto como sea posible. Carl Chiara, director Levi Strauss de marca y proyectos especiales, tiene un credo: Entre menos te laves tus vaqueros, mejores se volverán. Estas y otras sugerencias para evitar el lavado de pantalones vaqueros en lo posible haber encontrado críticas. Cory Warren, director de LS&Co. Unzipped, aclara en una respuesta a esa crítica:

Nuestro consejo es lavar con menos frecuencia, pero claramente, usted tiene que juzgar por sí mismo lo que es apropiado. Día caluroso, ¿trabajo sucio? Lave sus vaqueros. ¡Por favor! Día frío, ¿trabajo de oficina? Tal vez usted pueda usarlos dos o más veces antes de ir de nuevo a la lavadora. Personalmente, si me pongo un par de pantalones vaqueros para trabajar los viernes —clima fresco, trabajo de oficina— tiendo a usarlos el sábado. Y si el sábado se pasa en el interior y no voy a derramar comida sobre todo mi ser, podría incluso llevarlos el domingo.
Corey Warren

Para aquellos que prefieren abstenerse de lavar sus pantalones vaqueros, se han presentado propuestas para congelarlos, con el fin de matar los gérmenes que le causan el mal olor. Sin embargo, este consejo ha sido cuestionado como ineficaz y se sustituye con la sugerencia de hornearlas durante diez minutos a 250º Fahrenheit (121,11 Celsius).

## Vaqueros en la URSS
En la Unión Soviética, los pantalones vaqueros fueron el símbolo del modo de vida occidental. La «fiebre de los pantalones vaqueros» en la URSS comenzó 1957, durante el Festival Mundial de la Juventud y los Estudiantes. De acuerdo con un diccionario textil ruso-inglés de 1961, en un principio los vaqueros fueron remitidos como "el uniforme de los trabajadores" (рабочий костюм, rabochii kostyum).
Los pantalones vaqueros de marca Rokotov y Fainberg deben su nombre a los acusados en el caso Rokotov-Faibishenko, que fueron ejecutados, entre otras cosas, por tráfico de pantalones vaqueros.

## Producción industrial

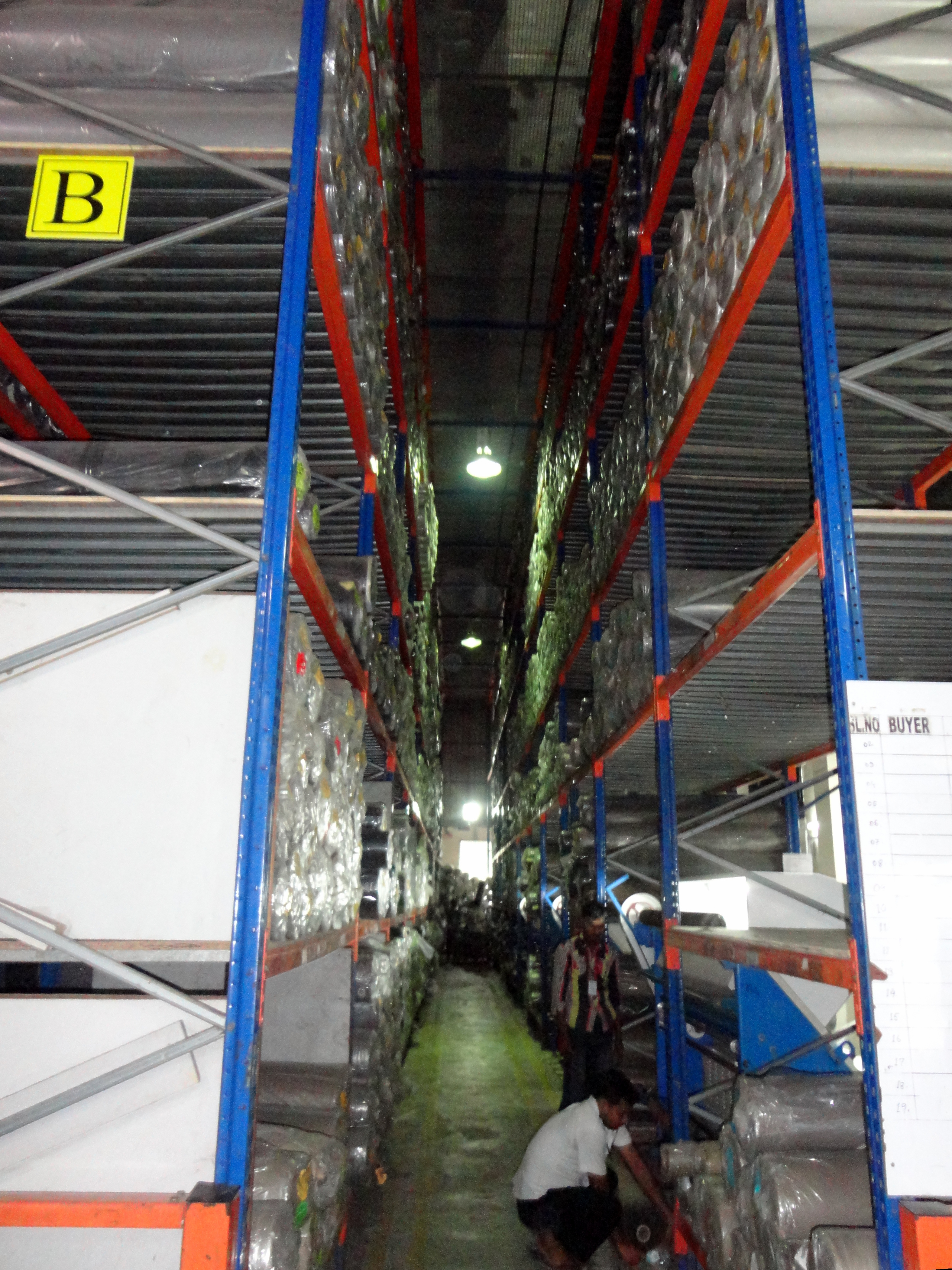
Almacenamiento de la tela vaquera.
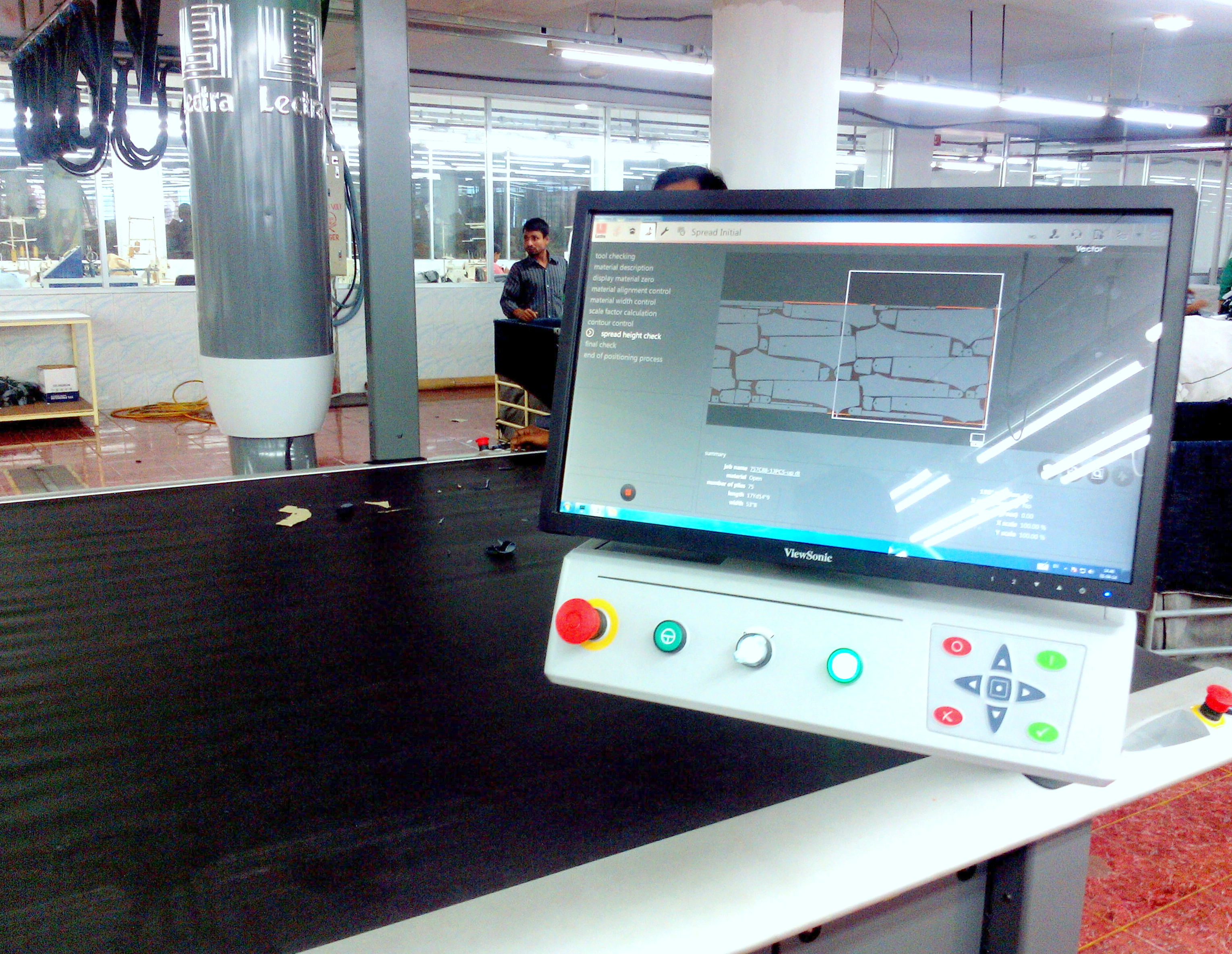
Máquina automatizada de corte utilizada en la fábrica de RMG.
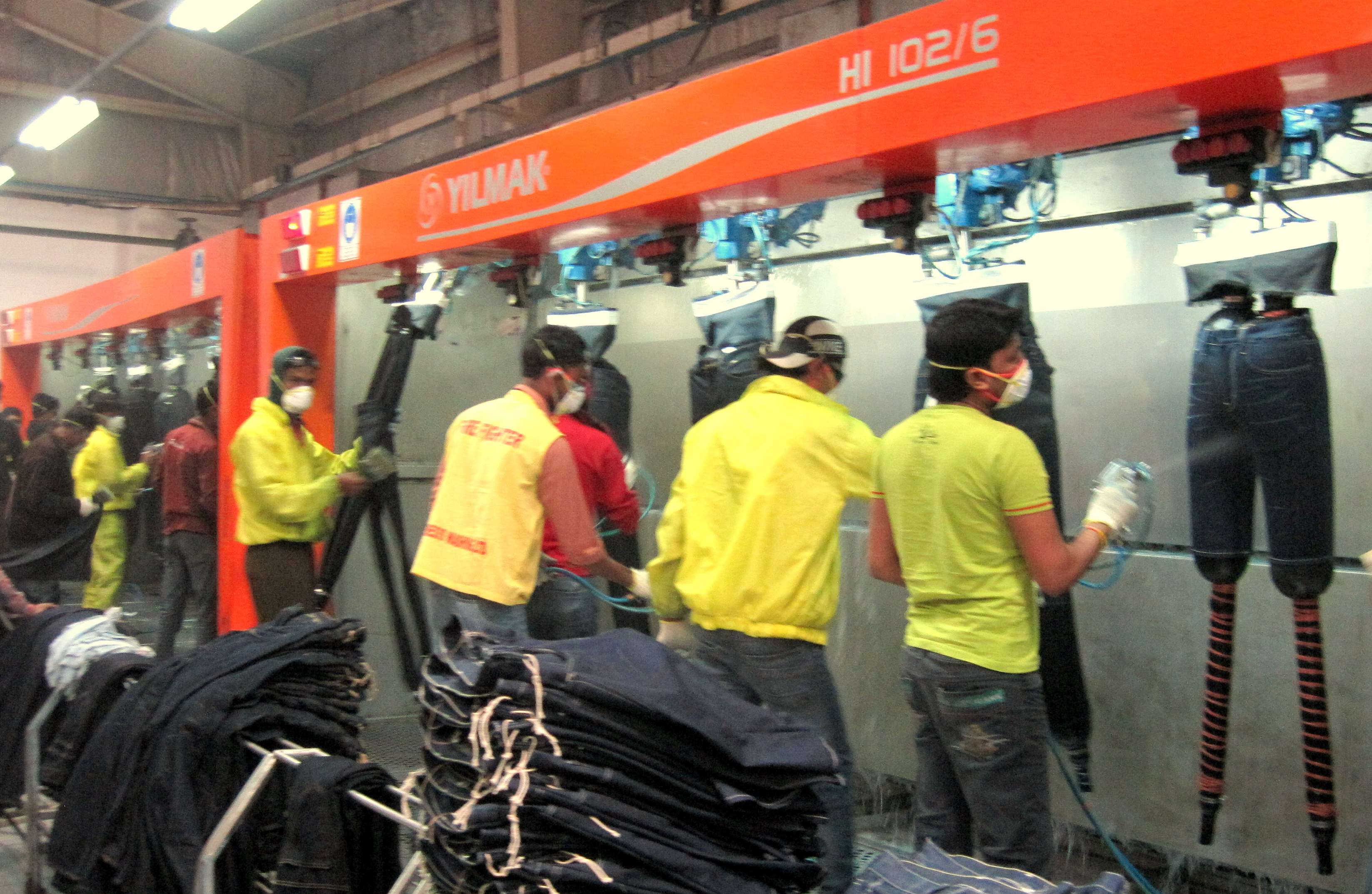
PP aerosol y PP baño de esponja corriendo en pantalones vaqueros para darles una nueva apariencia.
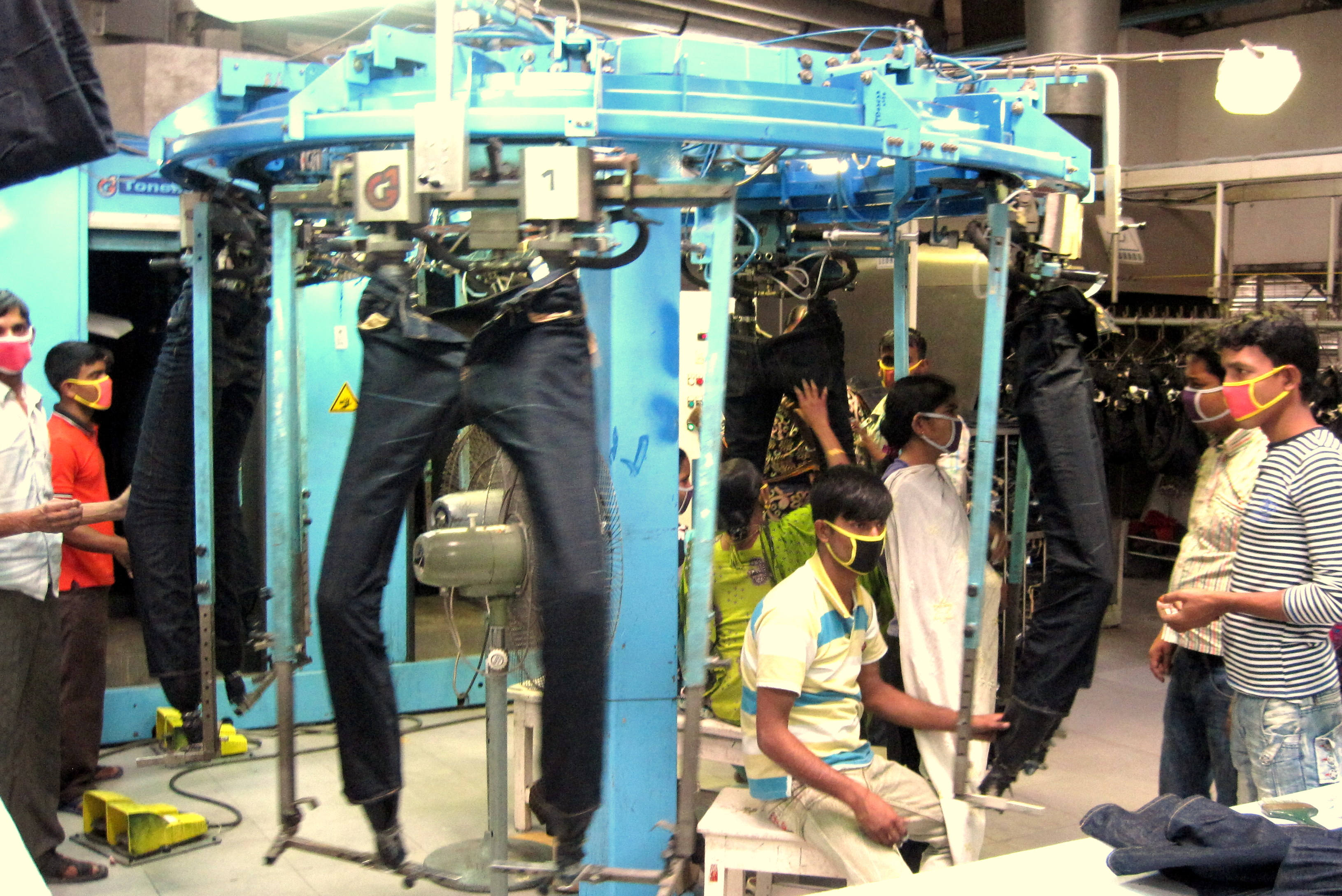
Haciendo estiramiento 3D, barbas, y quitándoele las arrugas a los pantalones vaqueros.
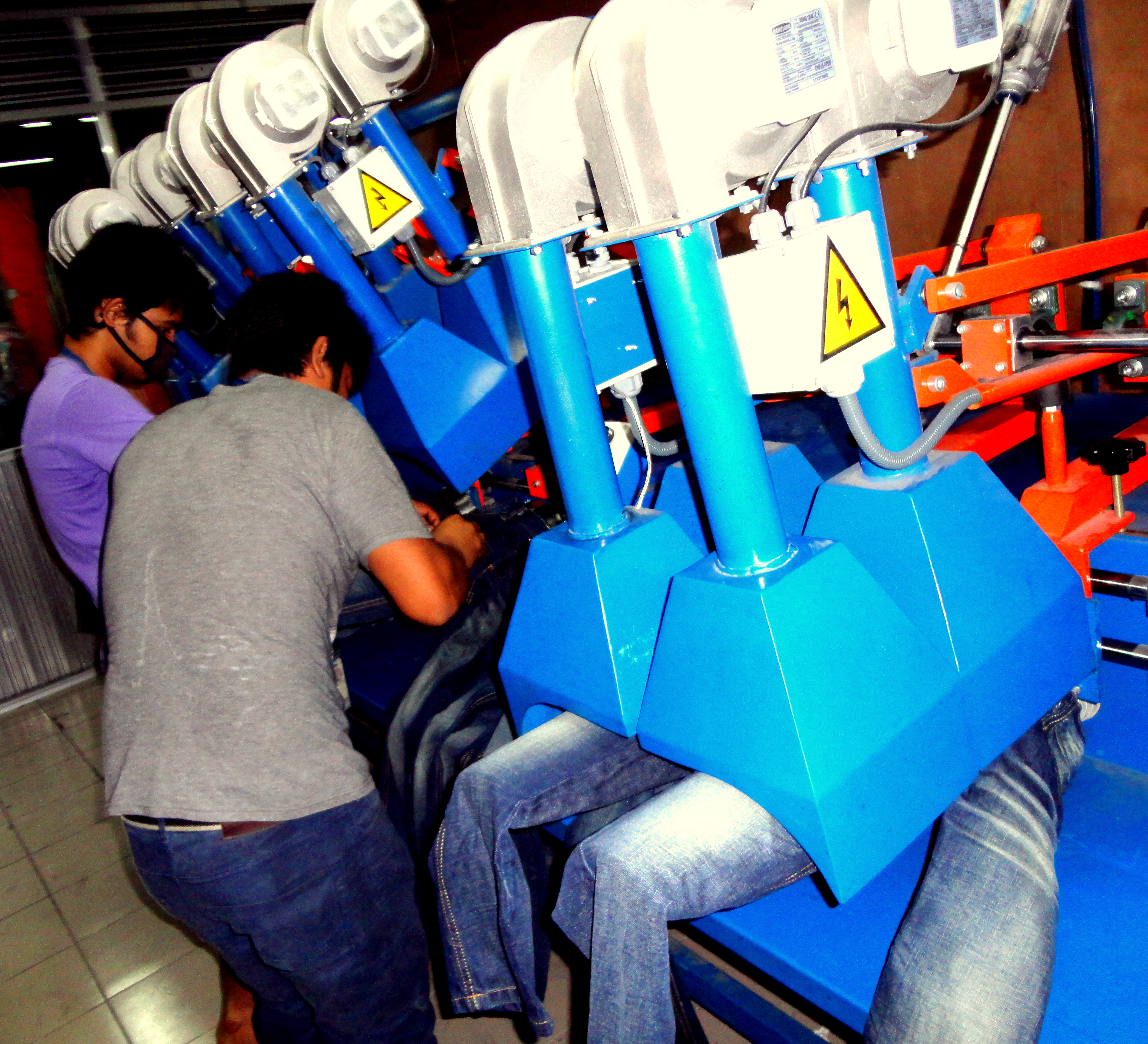
Quitando las arrugas permanentes de los vaqueros.
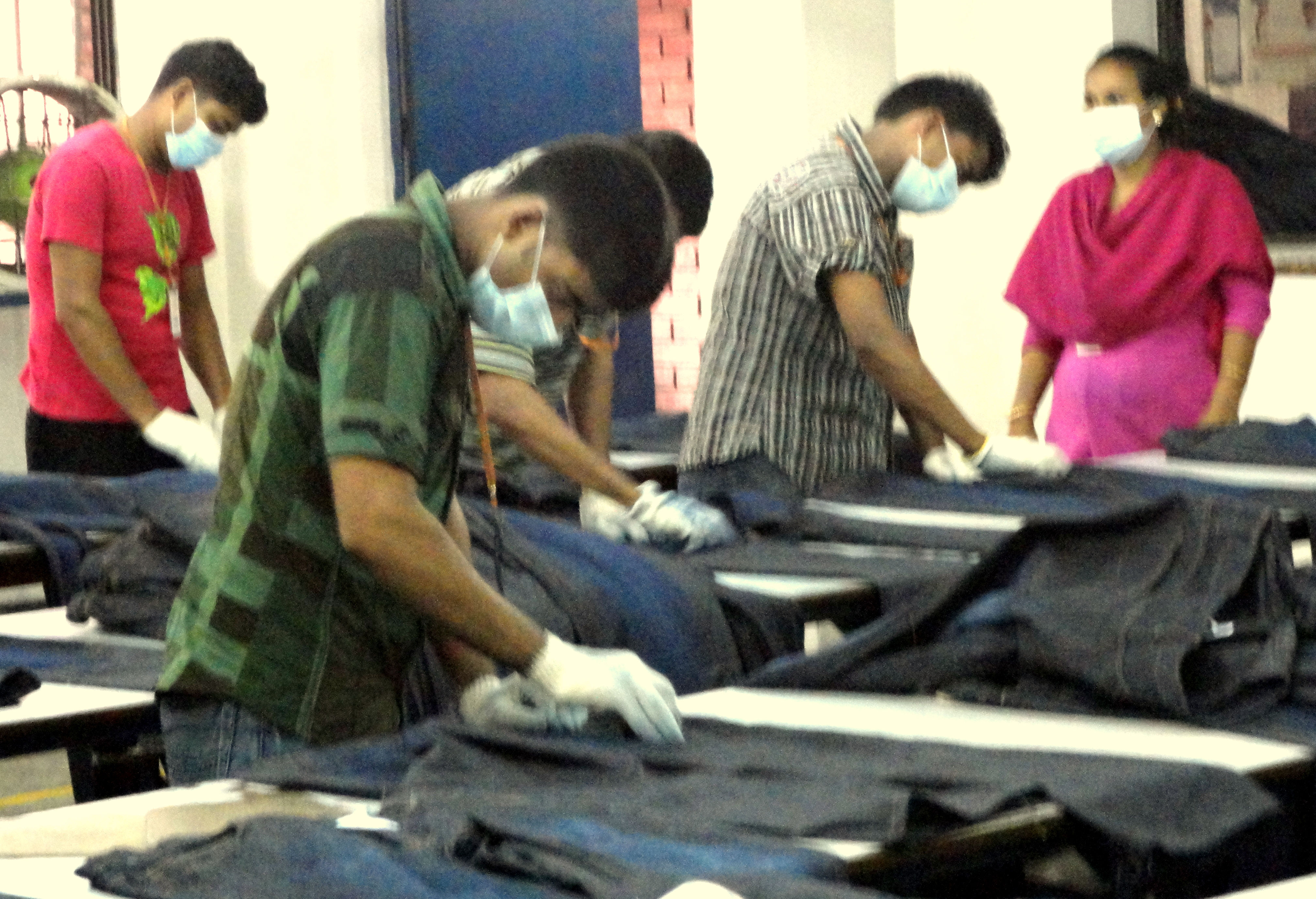
Raspasando a mano de pantalones vaqueros.
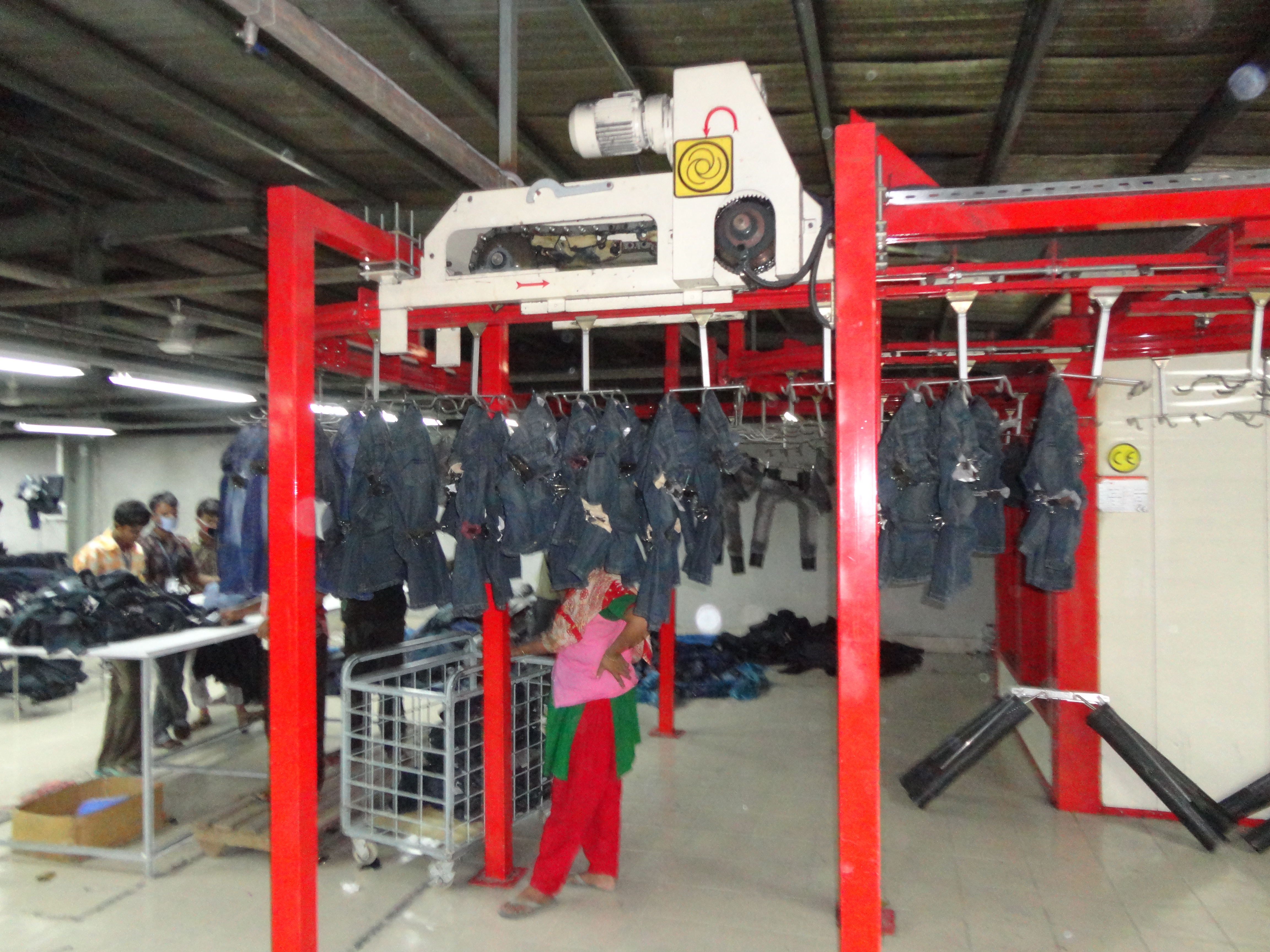
Proceso de tratamiento de la resina sobre pantalones vaqueros.
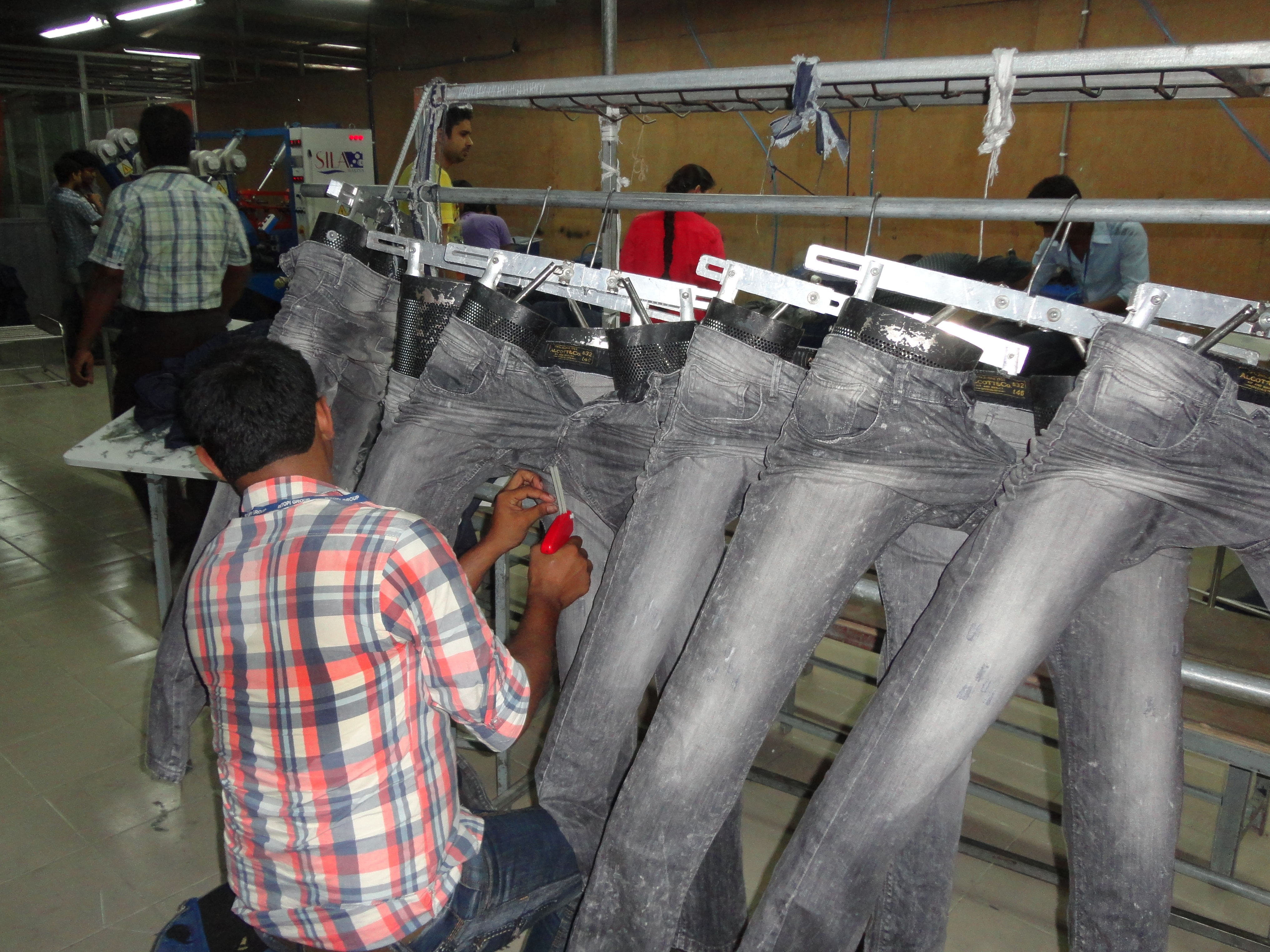
Proceso de tratamiento de la resina sobre pantalones vaqueros.
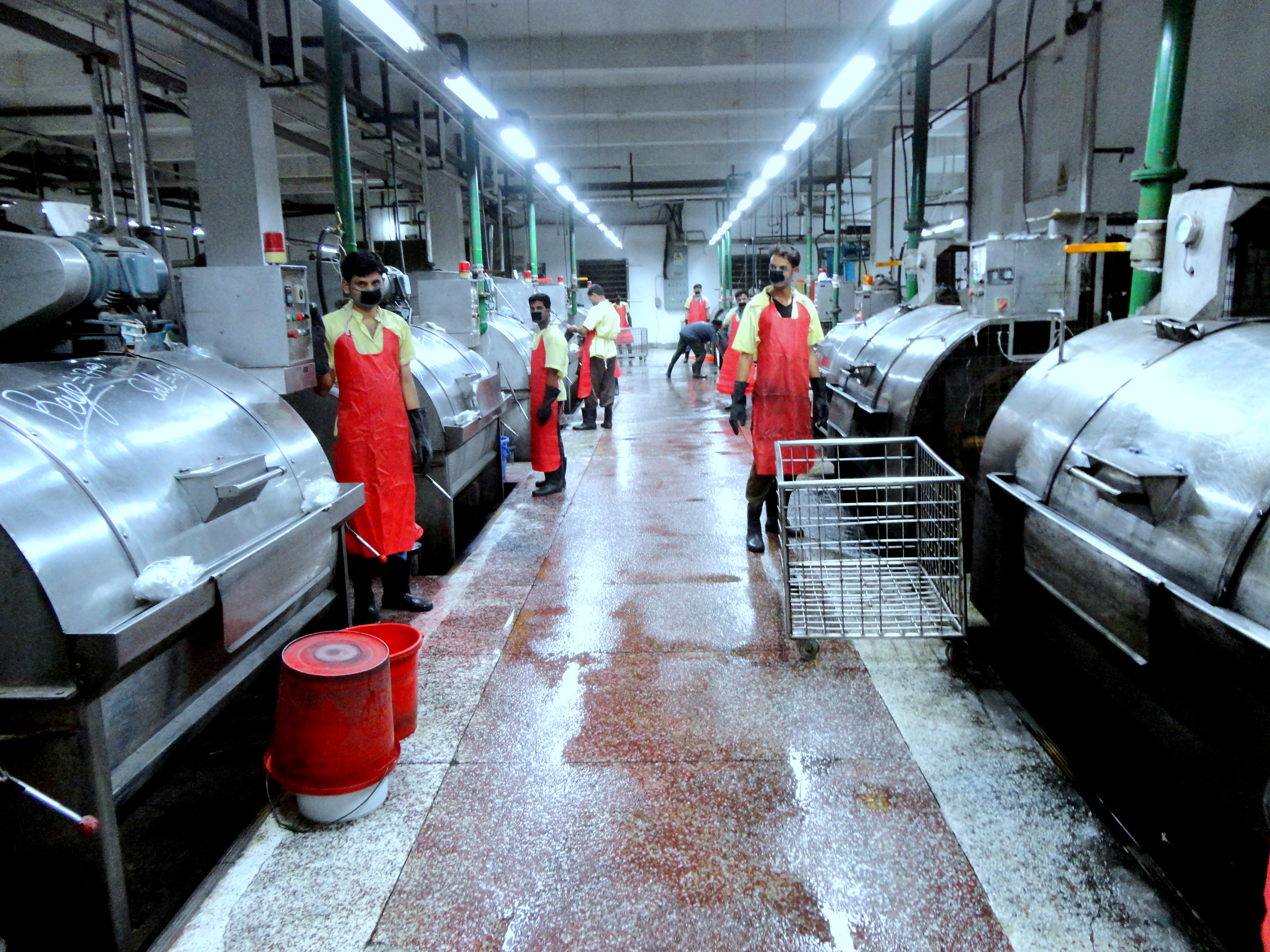
Calcetines de máquina en la planta de lavado de tintura para fregar los pantalones vaqueros.
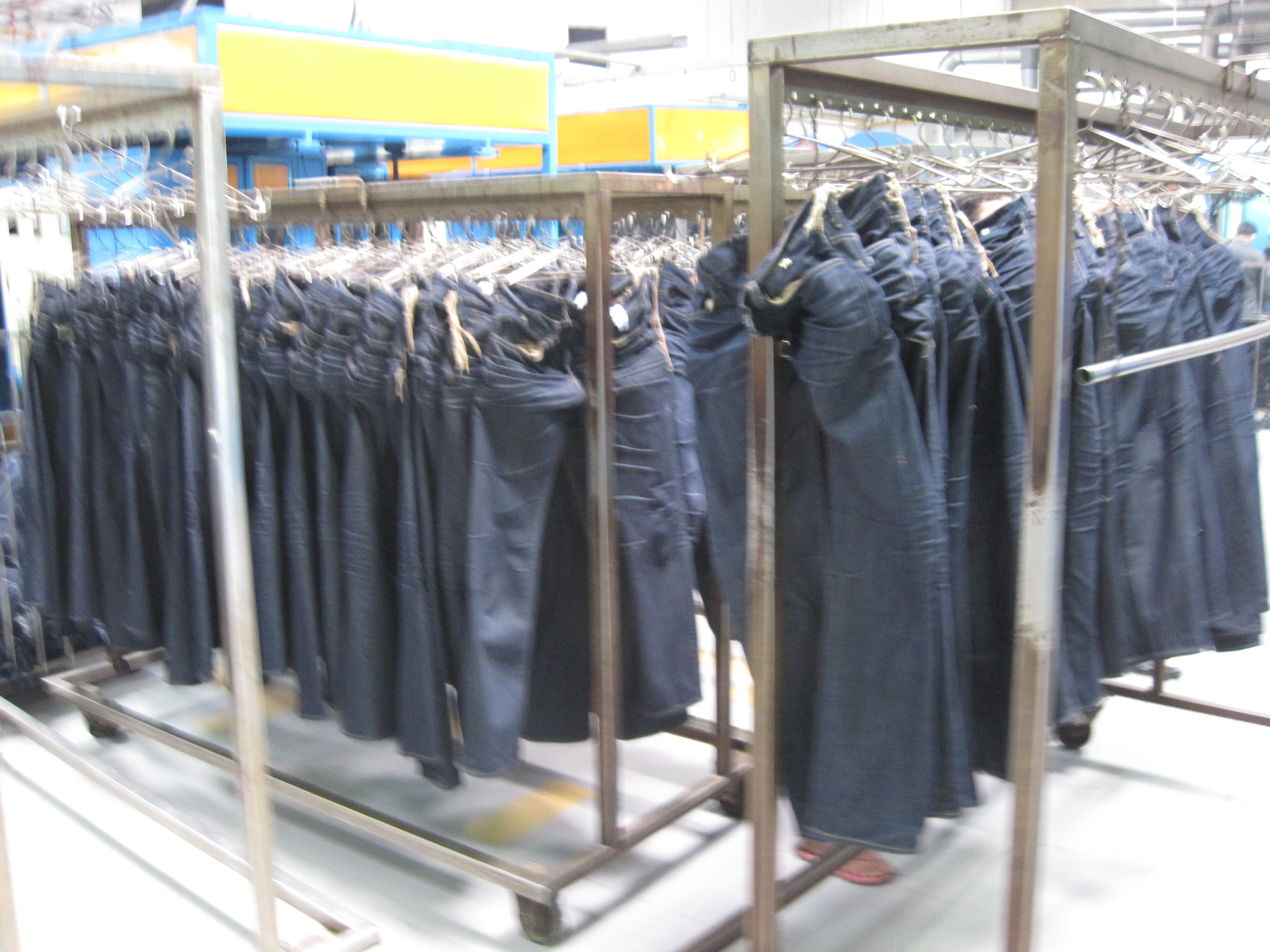
Haciendo viradas sobre los pantalones vaqueros.
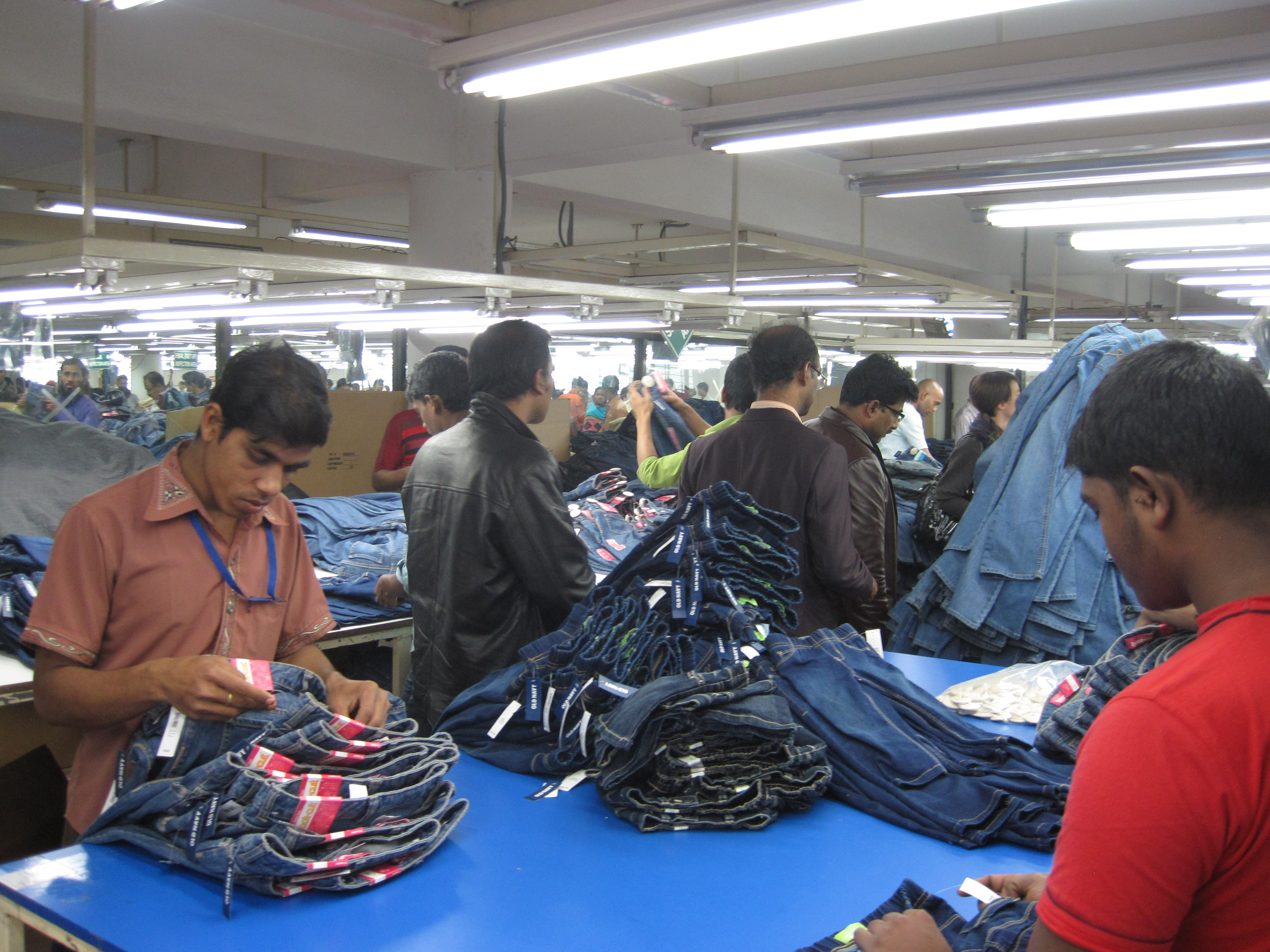
Acabado de pasando.
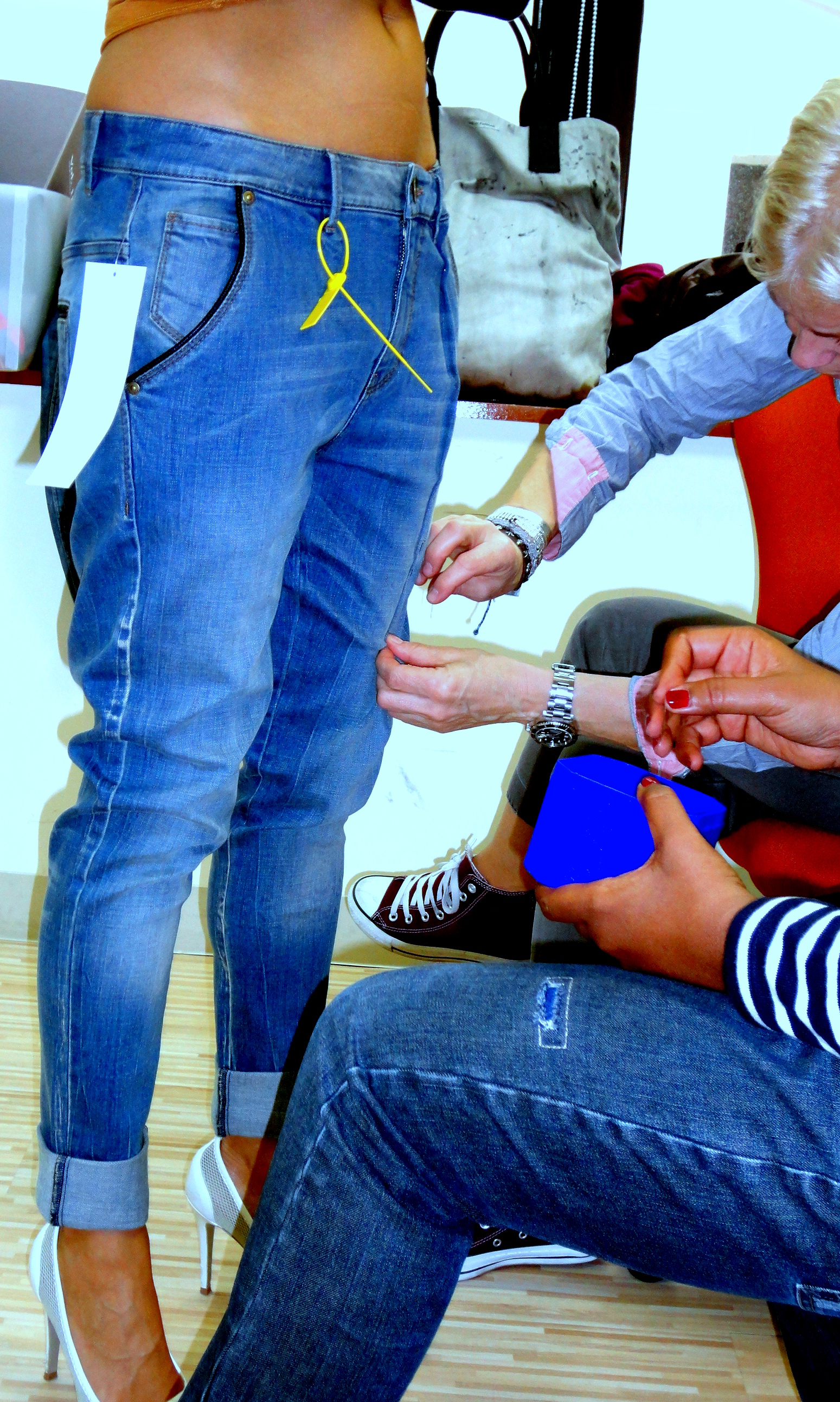
Comprobación de tiro en el modelo vivo.
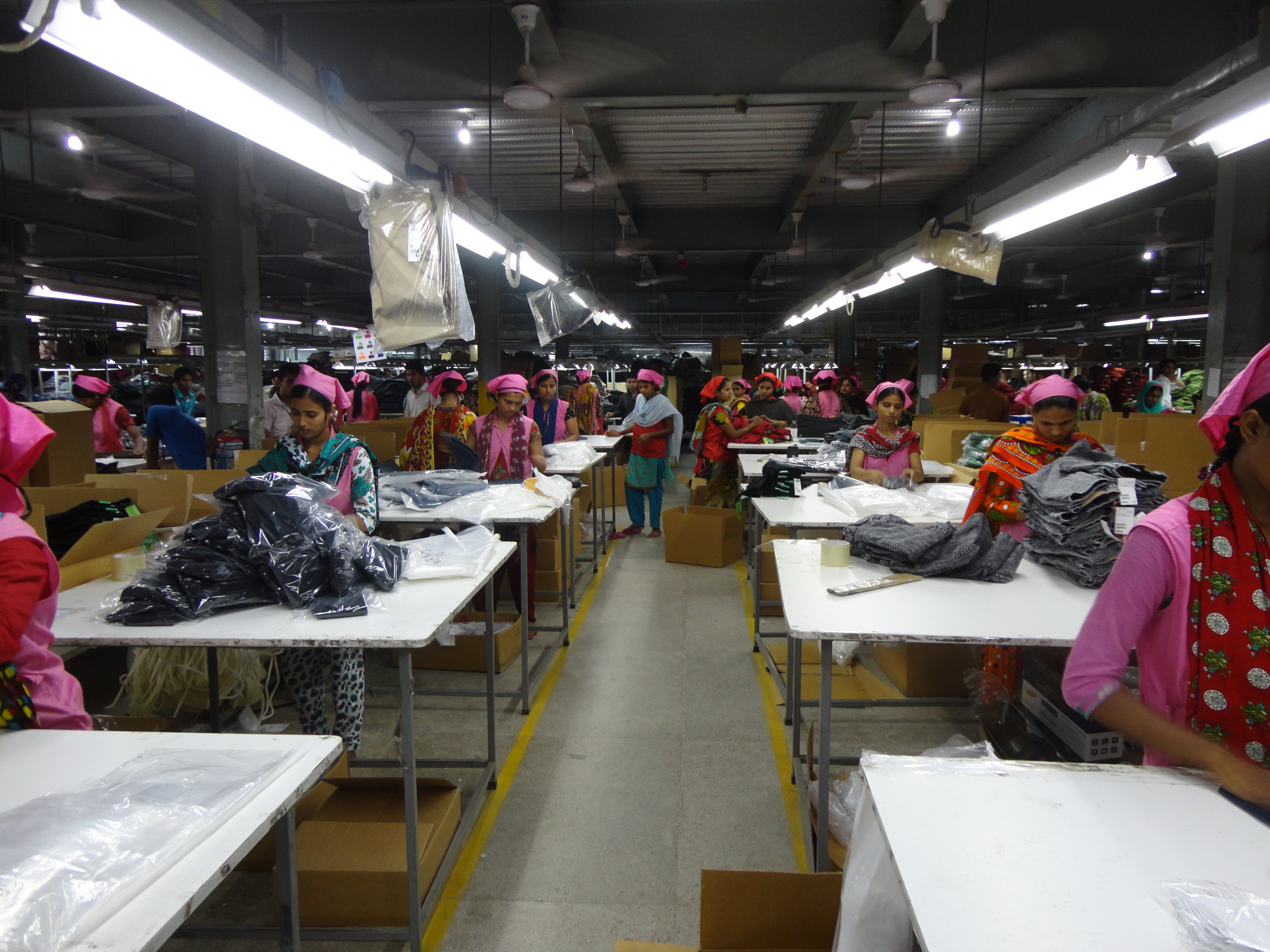
Comprobación de calidad.
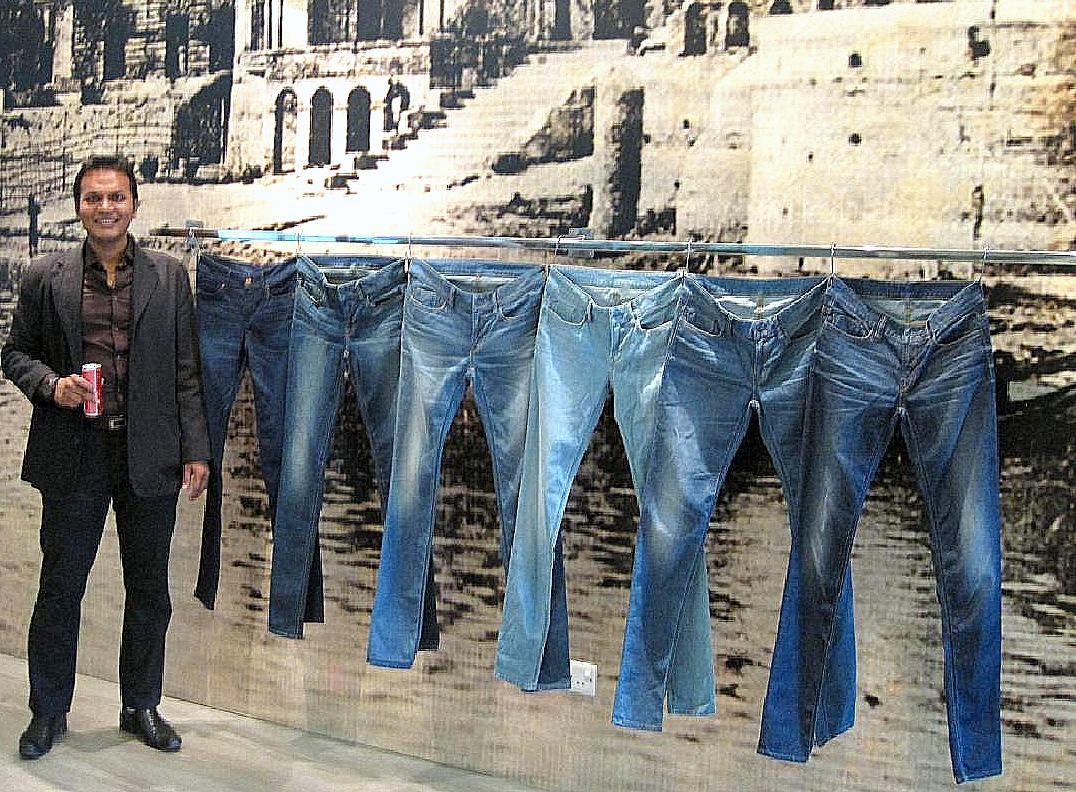
Los pantalones vaqueros se muestran para el comprador en la fábrica RMG de Bangladesh.